# Detysha Harper
Pas d'image ? Cliquez ici

b Matchs officiels uniquement.
Detysha Harper est une joueuse internationale de rugby à XV anglaise née le 23 octobre 1998, évoluant au poste de pilier.

## Biographie
Detysha Harper naît le 23 octobre 1998. En 2023 elle joue pour le club des Loughborough Lightning. Elle a 5 sélections en équipe nationale quand elle est retenue pour disputer sous les couleurs de son pays le Tournoi des Six Nations féminin 2023.